# 本願寺山科別院
本願寺山科別院（ほんがんじやましなべついん）は、京都市山科区にある浄土真宗本願寺派の寺院。本山西本願寺の別院。山号は龍谷山。本尊は阿弥陀如来。住職は浄土真宗本願寺派門主が兼ねるが、別院輪番が置かれて実務を主管している。

## 歴史
かつてこの地には山科本願寺があり、本願寺教団の本山として機能していた。しかし、天文元年（1532年）8月の山科本願寺の戦いで法華宗徒と六角定頼の軍勢に攻め込まれて全焼し、本願寺は大坂御坊に寺基を移して大坂本願寺となった。その後、およそ200年間山科には堂舎が再建されることはなく、寺内町にあった蓮如廟も管理できずに放置されていた。
そこで、享保17年（1732年）に西本願寺第15世住如により、北山別院の旧堂を蓮如廟の東側に移築して本堂とし、聖水山舞楽寺として新たに創建された。安永3年（1774年）3月には現在ある本堂が建てられている。天明元年（1781年）に、蓮如300回遠忌に際して鐘楼、太鼓楼、茶所等が新たに作られた。 また、山科別院とも呼ばれるようになった。
文政6年（1823年）、本堂の南に蓮如堂が建立されるが、1884年（明治17年）4月には西本願寺第21世明如（大谷光尊）により蓮如堂は中宗堂と改称され、本山中宗堂代と定められる。以降蓮如の木像が中宗堂に安置されるようになった。
1998年（平成10年）には蓮如上人500回遠忌記念事業として、老朽化した本堂、御殿の修復と書院の新築が行われる。2011年（平成23年）に親鸞聖人750回大遠忌記念事業として、旧茶所跡に多目的会館が新築された。
2015年（平成27年）11月6・7日、蓮如上人ご誕生600年記念法要が行われる。6日は専如（大谷光淳）門主による親修が、7日は即如（大谷光真）前門による親修が行われた。また、蓮如上人御絵伝が新調された。

## 境内
- 本堂 - 安永3年（1774年）3月建立。
- 中宗堂 - 文政6年（1823年）建立。中宗堂に安置されている蓮如の木像は、もとは西本願寺に安置されていたものだが、舞楽寺仏殿落慶の後、この木像を本山より移して報恩講が修行された。これを前例に、山科別院中宗会・報恩講には、この木像を西本願寺から別院に移すことが通例となっていた。1884年（明治17年）に明如（大谷光尊）により宗派の中宗堂とされてからは平時は別院中宗堂に安置されるようになる。2015年（平成27年）の蓮如上人ご生誕600年記念法要とそれ以降の中宗会に際しては一時的に隣の本堂に木像が移されている。
- 書院 - 1998年（平成10年）再建。
- 寺務所（研修会館）
- 北門
- 太鼓楼 - 天明元年（1781年）建立。
- 多目的会館 - 2011年（平成23年）建立。
- 伊勢講舎
- 鐘楼 - 天明元年（1781年）建立。
- 山門
- 墓地 - 山科区東野中井ノ上町の飛び地境内にある。
  - 実如上人御廟所 - 第9世実如の墓所。
  - 証如上人御廟所 - 第10世証如の墓所。
- 円如上人御廟所 - 山科区小山大石山。墓地よりもはるかに東の山手にある。第9世実如の息子で、第10世証如の父である円如の墓所。

## 行事
- 晨朝 - 毎日午前7時。
- 蓮如上人月忌法要 - 毎月14日。晨朝又は午後2時。
- 春秋彼岸会 - 春分の日・秋分の日午後2時
- 中宗会 - 4月13日（親修）、14日。
- 蓮如上人御祥月法要 - 5月14日午後2時。
- 永代経法要 - 6月28日午後2時。
- 盂蘭盆会 - 8月15日午後２時。
- 報恩講法要 - 10月13日・14日。
- 除夜の鐘 - 12月31日午後11時45分。
- 元旦会 - 1月1日午前8時。

## アクセス
- 京都市営地下鉄東西線「東野駅」1番・2番出口から300m